# POCO (entreprise)
Pour les articles homonymes, voir Poco (homonymie).
POCO, anciennement connu sous le nom de POCO by Xiaomi et Pocophone, est une société chinoise de smartphones. La marque Poco a été annoncée pour la première fois en août 2018 comme une ligne de smartphones de milieu de gamme sous Xiaomi. Poco India est devenue une société indépendante le 17 janvier 2020, suivie par son homologue mondial le 24 novembre 2020. Poco a sorti son premier smartphone, le Pocophone F1, en août 2018,,.

## Histoire
La marque Poco a été lancée en tant que sous-marque de Xiaomi en août 2018. Xiaomi a introduit le Pocophone F1 sous la marque Poco qui est devenu un succès. POCO India est devenue une marque indépendante avant le lancement de son deuxième appareil en janvier 2020. En l'espace de 3 ans, la société a lancé 11 appareils, dont la plupart sont des smartphones Redmi rebrandés,.
En janvier 2021, POCO India a présenté son nouveau logo, sa mascotte et son slogan Made of Mad. POCO Global continue d'utiliser l'ancien logo.
En février 2023, Poco lance en France, son Poco X5 Pro.